# NGC 3244
NGC 3244 é uma galáxia espiral (Sc) localizada na direcção da constelação de Antlia. Possui uma declinação de -39° 49' 40" e uma ascensão recta de 10 horas, 25 minutos e 28,8 segundos.
A galáxia NGC 3244 foi descoberta em 22 de Abril de 1835 por John Herschel.